# Abutilon longilobum
Abutilon longilobum är en malvaväxtart som beskrevs av Ferdinand von Mueller. Abutilon longilobum ingår i släktet klockmalvor, och familjen malvaväxter. Inga underarter finns listade i Catalogue of Life.